# Humanes Virom
Als Humanes Virom wird der Teil des Mikrobioms beim Menschen bezeichnet, der durch Viren gebildet wird. Das menschliche Virom ist die Gesamtheit von Viren im und am menschlichen Körper und wird bei gesunden Menschen von DNA-Viren dominiert. Im menschlichen Körper können Viren sowohl menschliche Zellen als auch andere Mikroben wie Bakterien (etwa Bakteriophagen) infizieren. 90 Prozent der bislang im Darm entdeckten Viren gehören zur Gruppe der Bakteriophagen. Diese befallen nicht tierische oder pflanzliche Zellen, sondern Bakterien, beispielsweise Bifidobakterien oder Escherichia coli. Als Prophagen wurden sie in  das Genom des Wirts eingebaut.

## Eigenschaften
Einige Viren verursachen Krankheiten, während andere asymptomatisch sein können. Bestimmte Viren werden auch als Proviren oder endogene virale Elemente in das menschliche Genom integriert.
Viren entwickeln sich schnell und daher ändert sich das menschliche Virom ständig. Es gibt etwa 219 Virusarten, von denen bekannt ist, dass sie Menschen infizieren können. Das erste, das entdeckt wurde, war das Gelbfiebervirus im Jahr 1901. Jedes Jahr werden drei bis vier neue Arten gefunden. Die Forscher gehen davon aus, dass es noch eine Vielzahl unentdeckter menschlicher Virusarten gibt. Über zwei Drittel der menschlichen Viren können auch nichtmenschliche Wirte infizieren, hauptsächlich Säugetiere und manchmal Vögel. Jeder Mensch hat ein einzigartiges Virom in einem einzigartigen Artengleichgewicht. Lebensstil, Alter, geografische Lage und sogar die Jahreszeit können die Exposition eines Menschen gegenüber Viren beeinflussen. Die Anfälligkeit für Krankheiten, die durch diese Viren verursacht werden könnten, wird auch durch die bereits bestehende Immunität sowie durch die Virus- und Humangenetik beeinflusst. 
Die Untersuchung des menschlichen Viroms steckt noch in den Anfängen. Im Gegensatz zu den rund 39  Billionen Bakterien in einem typischen menschlichen Mikrobiom, was in der Größenordnung der Zellzahl eines erwachsenen „Standardmenschen“ von 30 Billionen liegt, ist eine Schätzung der Anzahl viraler Partikel bei einem gesunden erwachsenen Menschen noch nicht genau zu beziffern, obwohl Virionen in der Natur im Allgemeinen im Verhältnis 10:1 zu Bakterien vorkommen, Schätzungen sprechen von 380 Billionen. Die Zahl der im menschlichen Verdauungstrakt vorhandenen Viren wird auf  1014 bis 1015 geschätzt. Das entspräche etwa dem Zehnfachen des intestinalen Mikrobioms.
Der ungefähre Umfang eines Viroms kann durch eine Shotgun-Sequenzierung viraler Nukleinsäuren in verschiedenen Proben (beispielsweise Blut, Stuhl) bestimmt werden.